# Hardcore Superstar
Hardcore Superstar es un grupo musical que combina el heavy metal y sleaze rock, formado en 1997 en Gotemburgo, Suecia.

## Características
A pesar de que la banda comenzó tocando sleaze rock, su estilo musical varía bastante con cada álbum; parte de sus canciones son hard rock mientras que otras son medios tiempos, endureciendo su sonido tras su disco homónimo. También han realizado diversas versiones de otras bandas, incluyendo a Hanoi Rocks, The Who o Alice Cooper.

## Historia
Al poco de formarse en otoño de 1997 firmaron con el sello discográfico Gain Records, con el que publicaron su álbum de debut It's Only Rock'n'Roll en Suecia. Este álbum les sirvió para darse a conocer en el mercado europeo, y ser fichados por el sello Music for Nations.

### Bad Sneakers and a Piña Colada
Con Music for Nations, Hardcore Superstar publicaron su primer álbum a nivel mundial, y el que ellos consideran su debut oficial, llamado Bad Sneakers and a Piña Colada. El álbum contiene nuevas grabaciones de canciones del álbum It's Only Rock'n'Roll junto con nuevas canciones. Consiguió tres números 1 en las listas de éxitos suecas con las canciones "Someone Special", "Liberation" y "Have You Been Around".
La banda realizó una gira por Europa y Japón presentando el álbum, y el videoclip promocional del sencillo "Liberation" fue nominado a un Grammy sueco.

### Thank You y No Regrets
En 2001 publicaron su siguiente trabajo, Thank You (For Letting Us Be Ourselves). Contiene los sencillos "Shame" y "Mother's Love". La versión japonesa contiene una canción extra en la que colabora Michael Monroe, cantante de Hanoi Rocks.
Tras la gira de presentación del álbum, la banda grabó un sencillo cantado en sueco con LOK, una banda de punk rock de Gotemburgo. El sencillo se tituló "Staden Göteborg" ("Ciudad de Gotemburgo" en español). Durante el verano abrieron para la banda australiana AC/DC y giraron en Italia con AC/DC y Motörhead.
En el verano de 2003 publicaron el sencillo "Honey Tongue" que permaneció 11 semanas en las listas suecas, llegando al número 5. El álbum en el que se incluía, No Regrets, fue publicado en agosto de ese mismo año. Como promoción del álbum, en 2004 estuvieron de gira en Europa y Estados Unidos. 
En Suecia la banda era noticia en ese momento porque el guitarrista, Thomas Silver, se enzarzó en una pelea con el periodista del Aftonbladet Fredrik Virtanen en el consulado sueco de Nueva York. A su vuelta de Estados Unidos la banda decidió tomarse un descanso indefinido tras haber estado tocando seis años ininterrumpidos.

### La vuelta: Hardcore Superstar
En 2005, Hardcore Superstar volvió a su primer sello discográfico, Gain Records, con el que publicó su siguiente trabajo, llamado igual que la banda, con un sonido más próximo a sus inicios. Contiene los éxitos "We Don't Celebrate Sundays", "Wild Boys", "My Good Reputation" y "Bag On Your Head". Permaneció ocho semanas en la lista de los más vendidos de Suecia, llegando al número 12.
Este álbum no solo supuso su vuelta, sino también una nominación a los Grammis suecos, apariciones en televisión y en radio en toda Suecia y un tour en Europa y en Japón con Babylom Bombs como teloneros. También fueron la banda principal en un festival en Estocolmo en diciembre de 2006.

### Dreamin' in a Casket
El quinto álbum de la banda fue publicado en noviembre de 2007. Estaba previsto que incluyera el sencillo "Bastards", pero a pesar del éxito que cosechó en las listas de sencillos no llegó a incluirse en el álbum. Dreamin' in a Casket, que fue bien recibido por la prensa sueca, se diferencia de sus trabajos anteriores en que se basa más en potentes riffs de guitarra y la batería está mucho más presente. 
La gira de presentación, "Mentally Damaged Tour", junto a la banda Crashdïet les llevó a Australia, Japón y Europa, y fue a mediados de la gira, en enero de 2008, cuando el guitarrista, Thomas Silver, anunció que dejaba la banda. La banda continuó la gira con Vic Zino, guitarrista de Crazy Lixx, como sustituto temporal, anunciándolo como miembro permanente en marzo.

### Beg For It
En marzo, el sello de metal más importante del mundo "NuclearBlast" anunció firmar con Hardcore Superstar. El séptimo álbum de Harcore Superstar fue lanzado mundialmente a principios de julio del 2009. El sencillo "Beg For It" fue lanzado en tiendas el 15 de abril y fue incluido en la edición de mayo de la revista Sueca "Close-Up Magazine". El sencillo llegó a oro en Suecia.

## Miembros

### Actuales
- Joakim "Jocke" Berg - Voz (1997-presente)
- Martin Sandvik - Bajo (1997-presente)
- Magnus "Adde" Andreasson - Batería (2000-presente)
- Vic Zino - Guitarra (2008-presente)

### Anteriores
- Mika Vaino - Batería (1997 - 2000)
- Thomas Silver - Guitarra (1997 - 2008)

## Discografía

### Álbumes
- Bad Sneakers And a Piña Colada (1999)
- Thank You (For Letting Us Be Ourselves) (2001)
- No Regrets (2003)
- Hardcore Superstar (2005)
- Dreamin' In a Casket (2007)
- Beg For It (2009)
- Split Your Lip (2010)
- C'mon Take on Me (2013)
- HCSS (2015)
- You Can't Kill My Rock N' Roll (2018)
- Abrakadabra (2022)

### EP
- It's Only Rock'n'Roll (EP) (1997)

### Sencillos
- Hello/Goodbye (1998)
- Someone Special (1999)
- Liberation (2000)
- Staden Goteborg (2001)
- Shame (2001)
- Mother's Love (2002)
- Honey Tongue (2003)
- Still I'm Glad (2003)
- Wild Boys (2005)
- We Don't Celebrate Sundays (2005)
- My Good Reputation (2006)
- Bag On Your Head (2007)
- Bastards (2007)
- Dreamin' In A Casket (2007)
- Beg For It (2009)
- Into Debauchery (2009)
- Moonshine/Guestlist - (2010)
- One More Minute - (2012)
- Above The Law - (2013)
- C'mon Take on Me (2013)
- Glue (2014)
- Don't Mean Shit (2015)
- You Can't Kill My Rock N' Roll (2018)
- Catch Me If You Can (2021)

### Recopilaciones
- The Party Ain't Over 'til We Say So (2011)

### Otros
- Live at Sticky Fingers (DVD) (2006)